# Вулиця 1100-річчя Полтави
Вулиця 1100-річчя Полтави — одна з найстаріших вулиць Полтави, розташована у Шевченківському районі міста. Пролягає від Круглої площі (Корпусний парк) на південь до рогу вулиць Юліана Матвійчука і Котляревського. Частина історичного архітектурного ансамблю Круглої площі. Перетин вулиці з великою жвавою автомагістраллю — вулицею Європейською розділяє її на дві нерівні частини, які інколи помилково сприймають за різні вулиці.

## Історія
Вулицю, яка отримала назву Преображенський провулок, було прокладено у 1820 році за проектом планування міста архітектора Михайла Амвросимова на місці старого Протопопівського провулку.

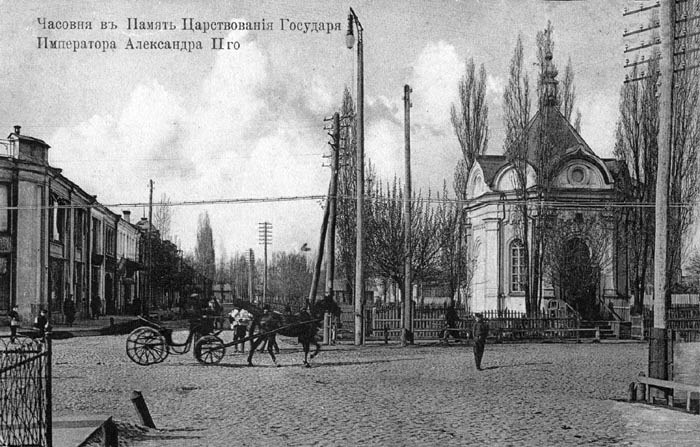
Іоанно-Предтечинська каплиця

За задумом митця, вулиця починалася від монумента на честь 100-річчя Полтавської битви, а на півдні вулицю мала завершити церква перед комплексом доброчинних установ (тепер територія обласної клінічної лікарні ім. М. В. Скліфосовського). Перспективу вулиці замикала Іоанно-Предтечинська каплиця збудована у 1881 році в пам'ять про царя Олександра II. В 1936 році каплицю зруйнували, тепер на цьому місці знаходиться пам'ятник Нескореним полтавчанам.
У 1923 році провулок був перейменований на вулицю Луначарського на честь уродженця Полтави, письменника і громадського діяча Анатолія Васильовича Луначарського. А у 1999 році до святкування 1100-річчя Полтави вулиця отримала свою нинішню назву.

## Архітектурний ансамбль
Архітектурний ансамбль вулиці, який частково зберігся до наших днів, віддзеркалює пануючі наприкінці 19 століття архітектурні стилі модерн і неокласицизм.

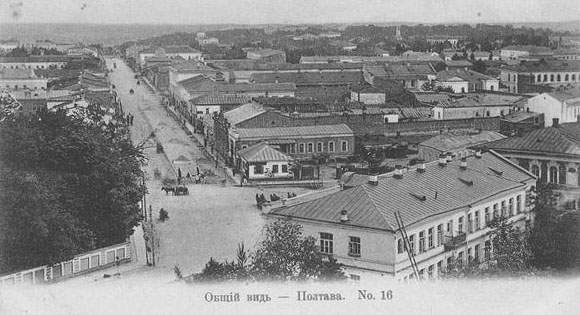
Преображенський провулок (зліва направо).
Фото початку 20-го сторіччя

До наших часів зберігся будинок готелю Воробйова (нині дещо перебудований житловий будинок по вул. 1100-річчя Полтави, 4) в стилі неокласицизму. Він відомий тим, що в червні 1900 року в ньому зупинялися австрійський поет Райнер Марія Рільке і німецька письменниця Лу Андреас-Саломе. Зараз в цьому приміщенні знаходиться Центральна диспетчерська служба міських пасажирських перевезень.

Вулиця 1100-річчя Полтави.
Обласна податкова адміністрація.

Поряд з ним, на розі вулиці Європейської — колишній будинок Клименка, в ньому розташований офіс Державної податкової адміністрації в Полтавській області. На лівій стороні вулиці, на початку 20 століття був великий кінний двір — тодішній «таксопарк», де стояли екіпажі візників.
Нижня частина вулиці розпочинається примітним будиночком фотостудії. На вулиці розташовані сучасний будинок (1990-ті) Полтавської обласної прокуратури (1100-річчя Полтави, 7) і Міська дитяча стоматологічна поліклініка (будинок № 9). У цьому будинку в 1917—1919 роках містився штаб по організації Червоногвардійських загонів Полтави, на згадку про що на фасаді будинку встановлена меморіальна дошка.